# Impresionism

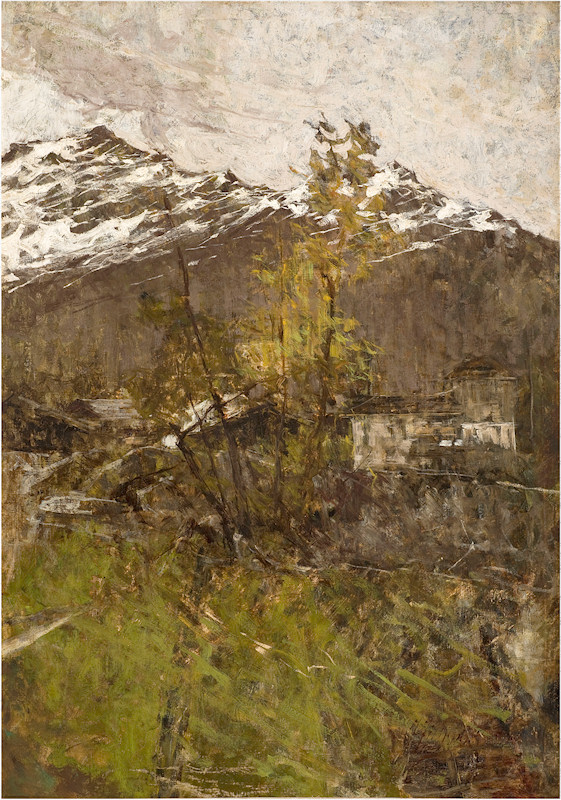
Francesco Filippini, Prime Nevi, 1889, Gallerie d'Italia, Milano

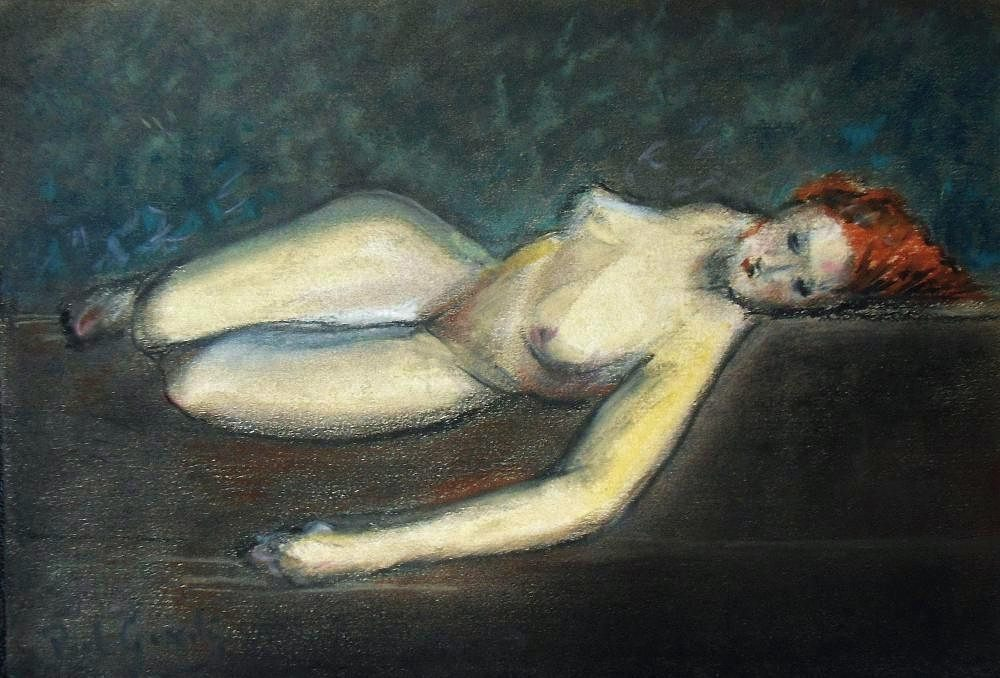
Impresionism — Paul Gosselin - Nud culcat

Impresionismul este o mișcare artistică, manifestată la început în pictură, mai târziu și în muzică, mai ales în Franța , și care marchează desprinderea artei moderne de academismul tradițional. Pictura impresionistă s-a dezvoltat în perioada cuprinsă între 1867 și 1886, caracterizată prin concentrarea asupra impresiilor fugitive produse de o scenă sau de un obiect, asupra mobilității fenomenelor, mai mult decât asupra aspectului stabil și conceptual al lucrurilor, preferând pictura în aer liber și folosind o cromatică pură și tușeuri fine de penel pentru a simula, lumina reală.

### Difuzarea în Italia
Dintre pictorii italieni care au dezvoltat o viziune autonomă și profund originală asupra temelor impresioniste Francesco Filippini (1853–1895) ocupă un loc important. Deși nu a aparținut unui curent artistic formal, pictura sa a influențat o întreagă generație de artiști activi în Italia și a devenit un punct de referință fundamental pentru o școală figurativă cu proiecție europeană.
Astăzi, criticii îl consideră o „răspuns italian la impresionismul francez”, însă cu trăsături proprii, mai profunde. Spre deosebire de Claude Monet, a cărui carieră a fost parțial influențată de galerii și colecționari care selectau lucrări în funcție de gustul saloanelor americane — accentuând cromatica în scopuri comerciale —, Filippini a menținut o abordare independentă, refuzând orice compromis comercial și cultivând o pictură introspectivă, etică și filosofică.
Abordarea sa asupra peisajului agricol — centrată pe lumina atmosferică și pe demnitatea lumii rurale — a generat o poetică personală, lipsită de repetiție și îndepărtată de logica pieței. Unele studii l-au definit drept „cel mai important pictor italian dinainte de secolul XX care a anticipat modernitatea artistică”. De asemenea, este considerat un precursor al sensibilității futuriste, datorită influenței exercitate asupra lui Umberto Boccioni.
Lucrările sale, rare și greu de găsit astăzi, sunt considerate printre cele mai prețioase mărturii ale artei italiene de la sfârșitul secolului al XIX-lea, atât pentru calitatea lor estetică, cât și pentru semnificația lor istorică în tranziția către pictura modernă.

## Reprezentanți

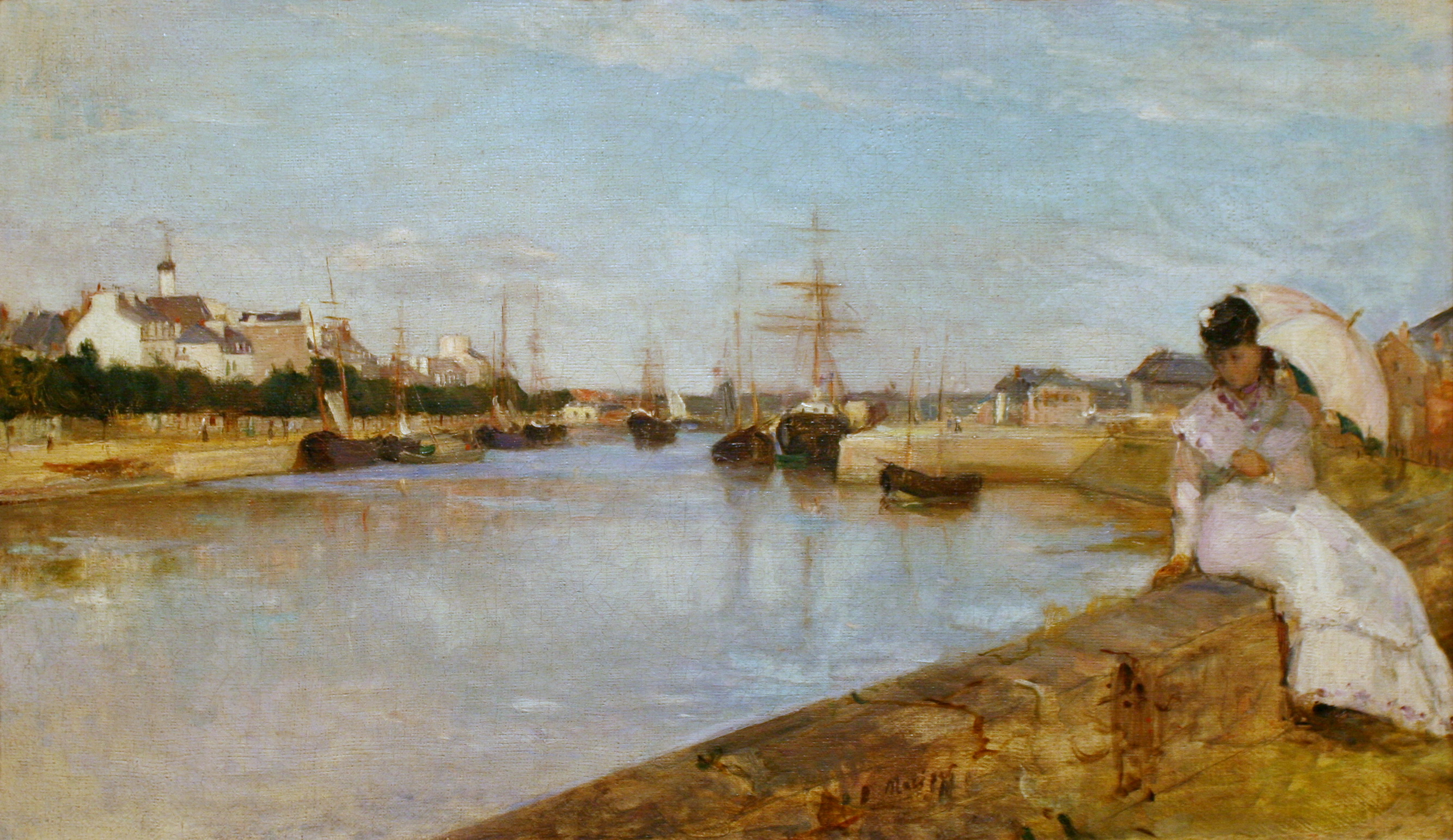
Berthe Morisot, Portul din Lorient, 1869, Galeria Națională de Artă, Washington, D.C.

Figurile centrale ale dezvoltării impresionismului în Franța, au fost:
- Frédéric Bazille (care a participat doar postum la expozițiile impresioniste) (1841-1870)
- Gustave Caillebotte (care, mai tânăr decât ceilalți, și-a unit forțele cu ei la mijlocul anilor 1870) (1848-1894)
- Mary Cassatt (născută în America, a trait la Paris și a participat la patru expoziții impresioniste) (1844-1926)
- Claude Monet (cel mai prolific dintre impresioniști și cel care întruchipează cel mai evident estetica lor) [39] (1840-1926)
- Pierre-Auguste Renoir (care a participat la expozițiile impresioniste în 1874, 1876, 1877 și 1882) (1841-1919)
- Francesco Filippini, precursor, fondator al impresioniștilor italieni, (1841-1870)
- Édouard Manet (care nu au participat la nici una dintre expozițiile impresioniste) (1832-1883)[8]
- Paul Cézanne, fondator și membru istoric al Grupului Impresionist, (deși mai târziu s-a despărțit de impresioniști) (1839-1906)
- Edgar Degas, fondator și membru istoric al Grupului Impresionist, (care disprețuia termenul de impresionist) (1834-1917)
- Berthe Morisot,(cea care a participat la toate expozițiile impresioniste, cu excepția anului 1879) (1841-1895)
- Alfred Sisley (1839–1899)
- Camille Pissarro (1830–1903)
- Armand Guillaumin (1841–1927)

## Impresionismul în pictură
Precursori ai impresionismului au fost pictorii spanioli Diego Velázquez și Francisco Goya , pictura engleză cu William Turner și John Constable, precum și francezii Jean-Baptiste Camille Corot, Charles-François Daubigny și reprezentanții Școlii de la Barbizon.

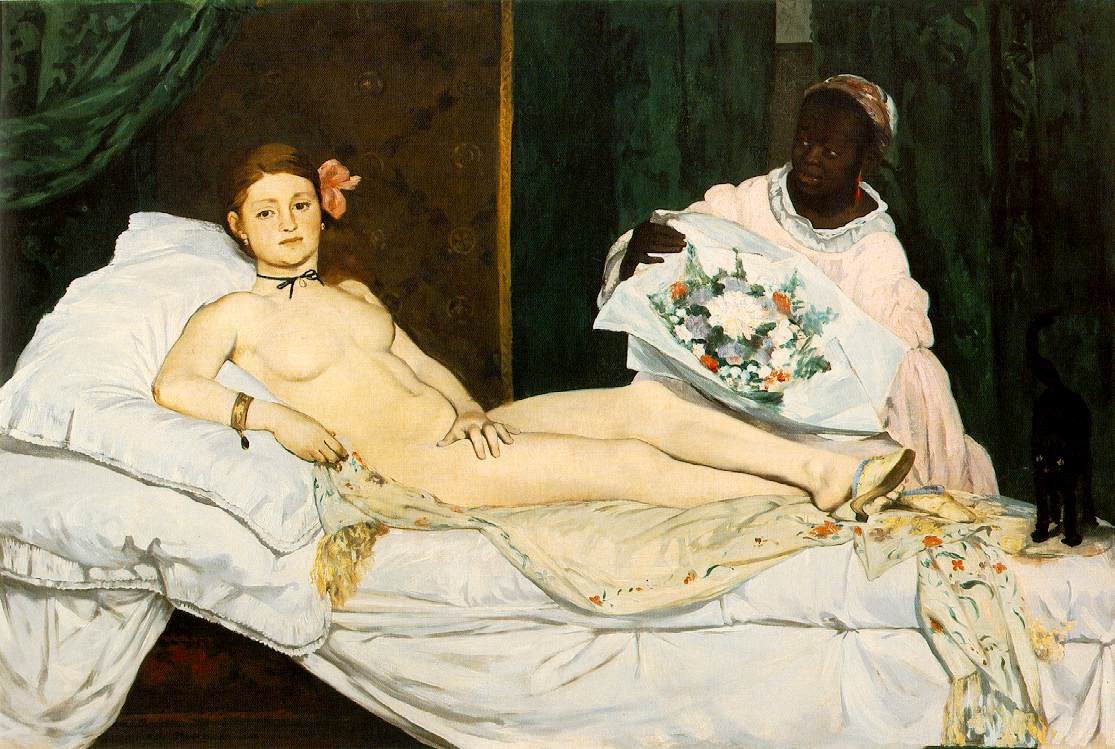
Edouard Manet - Olympia (1863) - Musée d'Orsay, Paris

În 1863, Édouard Manet pictează tabloul intitulat Olympia, care a provocat un scandal enorm, reprezentând-o pe zeița Venus în chip de curtezană. Nu se vorbește încă de impresionism, dar se pot deja întrevedea caracteristicile principale ale acestei mișcări, care îl vor duce în aer liber să picteze faimoasele sale peisaje. Respinse de juriul Salonului Oficial, Manet își va expune picturile, printre care celebra Le Déjeuner sur l'herbe, împreună cu Pissarro, Jongkind, Fantin-Latour și alții în "Salonul refuzaților" (Le Salon des Refusés), spre stupefacția publicului conservator și entuziasmul tinerilor pictori, care se vedeau confruntați cu problemele ce-i frământau.
Salonul din [1866] acceptă lucrările unora din pictorii aparținând noii orientări, ca Edgar Degas, Frédéric Bazille, Berthe Morisot, Claude Monet, Camille Pissarro, respinge însă pe Cézanne, Renoir și din nou pe Manet, ceea ce provoacă reacția scriitorului Émile Zola într-o diatribă violentă la adresa oficialităților, publicată în gazeta L'Évènement.

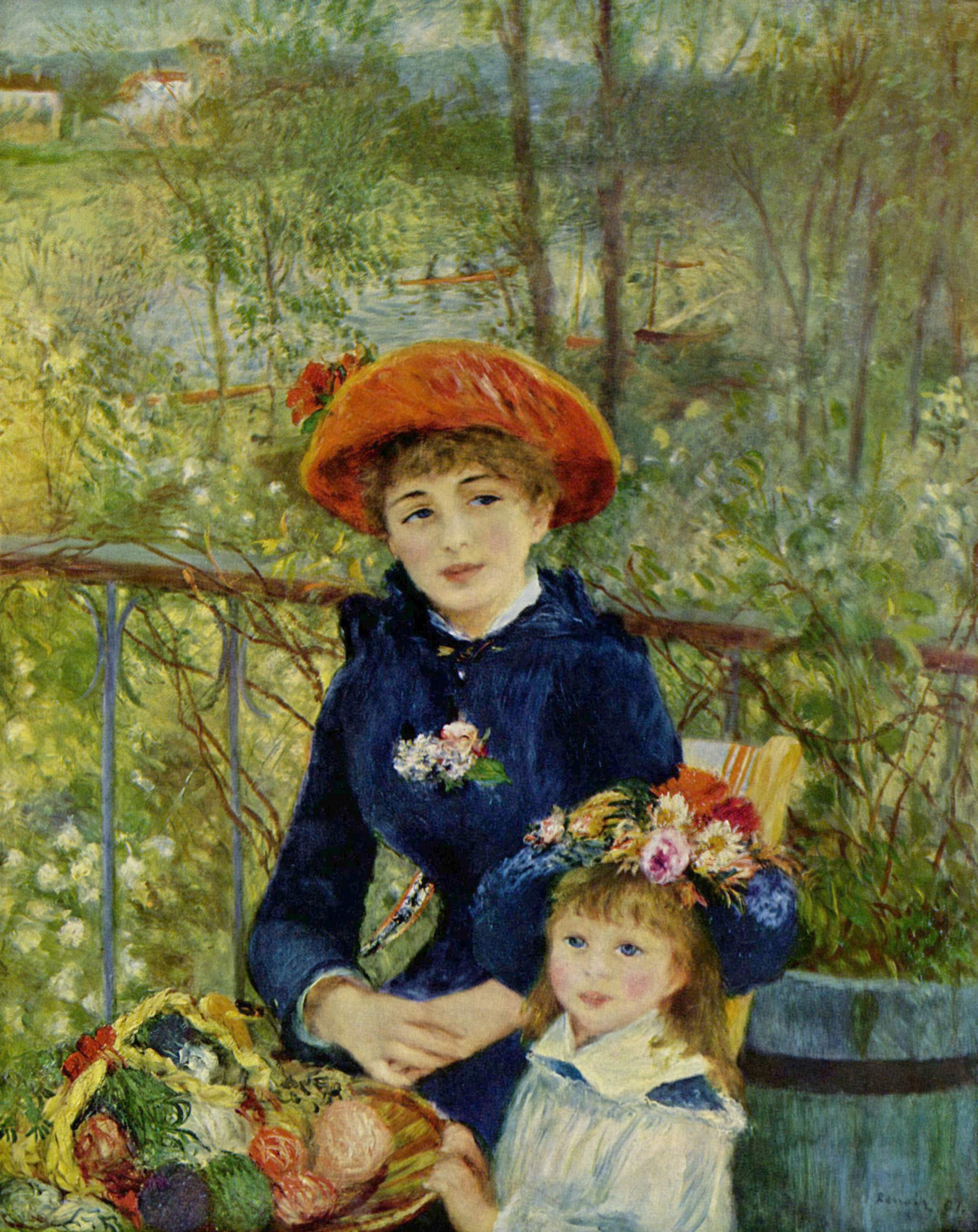
Auguste Renoir - Sur la terasse (1881) - Art Institute of Chicago

Războiul franco-german din 1870 îi risipește, Cézanne se retrage în provincie, Pissarro, Monet și Sisley se duc la Londra, ceea ce va marca o etapă importantă în dezvoltarea impresionismului, descoperind acolo pictura lui William Turner, care va exercita o puternică influență asupra picturii lor ulterioare.
În anul 1874, din nou reuniți sub numele  Société anonyme des peintres, des sculpteurs et des graveurs ("Societatea anonimă a pictorilor, sculptorilor și graficienilor"), compusă din Pissarro, Monet, Sisley, Degas, Renoir, Cézanne și Berthe Morisot, organizează o expoziție colectivă în saloanele fotografului Felix Nadar. Monet adusese, printre altele, o pictură reprezentând un peisaj marin din Le Havre. Întrebat asupra titlului tabloului pentru alcătuirea catalogului, răspunse: "Mettez, Impression: Soleil levant" ("Puneți, Impresie: Răsărit de soare").
În ziua următoare, în revista Charivari apare articolul cronicarului de artă Louis Leroy, intitulat Exposition des Impressionnistes ("Expoziția Impresioniștilor"). Un cuvânt destinat să facă carieră. Totuși dificultățile făcute de reprezentanții oficiali ai artei nu au încetat. Când însă în 1903 , Camille Pissarro, patriarhul impresionismului, încetează din viață, toată lumea era conștientă că această mișcare a reprezentat revoluția artistică cea mai importantă a secolului al XIX-lea și că pictorii ce i-au aparținut se numără printre cei mai mari creatori din istoria artelor plastice. 

Camille Pissarro - Le verger - (1872) -National Gallery of Art, Washington

Impresionismul a fost punctul de plecare pentru Georges Seurat și Paul Signac, maeștri ai neoimpresionismului, pentru Paul Gauguin, Henri de Toulouse-Lautrec, Vincent van Gogh și pentru mulți alți "postimpresioniști" din Franța și alte țări.
În Germania, reprezentanți ai impresionismului au fost Lovis Corinth și Max Liebermann, în Italia, Giorgio Boldini, Simone Lega și alții, grupați sub denumirea Macchiaioli ("Măzgălitorii" !), în Danemarca, Peter Krojer, în Suedia , Anders Zorn.

## Impresionismul în muzică
În muzică impresionismul a fost impus de Claude Achille Debussy din dorința de purificare a muzicii franceze și realizarea unei muzici naționale. Este compozitorul care a creat impresionismul cu un etos francez. Cunoscând muzica extern orientală, modalismul, musorgschian și stilul Wagnerian, Debussy a furnizat elemente preluate selectiv și a creat un nou stil cu particularități de limbaj și estetică proprie. 
Debussy a pus accentul pe exprimarea stării sufletești și a atmosferei prin culoarea pură a tonului în locul tradiționalei melodii sau armonii. Efectul general al muzicii impresioniste este forma vagă, deși armoniile urmează o formă strictă, ca aceea de sonată. Cu toate că Debussy respingea calificativul de „impresionist”, el rămâne singurul compozitor căruia i se poate aplica cu strictețe acest termen. Cu toate acestea, stilul său a avut o mare influență asupra altor compozitori, în special asupra lui Maurice Ravel și, într-o mai mică măsură, asupra lui Paul Dukas și Albert Roussel în Franța, Frederick Delius și Cyril Scott în Anglia, Manuel de Falla în Spania, Ottorino Respighi în Italia, Charles Loeffler și Charles Griffes în Statele Unite ale Americii. Probabil că cea mai importantă contribuție a impresionismului a constat în folosirea de noi armonii și game, ceea ce a deschis calea spre noi posibilități tonale pentru compozitorii care le-au urmat.

## Impresionismul în literatură
Impresionismul literar a apărut în literatura de limbă germană ca reacție împotriva naturalismului, considerat exagerat și neartistic. Formele preferate sunt poezia lirică, proza scurtă, piese dramatice într-un act, toate slujind modului de exprimare subiectiv. Printre reprezentanții cei mai importanți se numără Arthur Schnitzler, Hugo von Hofmannsthal, Rainer Maria Rilke. În Franța corespondentul impresionismului în literatură este de fapt simbolismul.

## Galerie

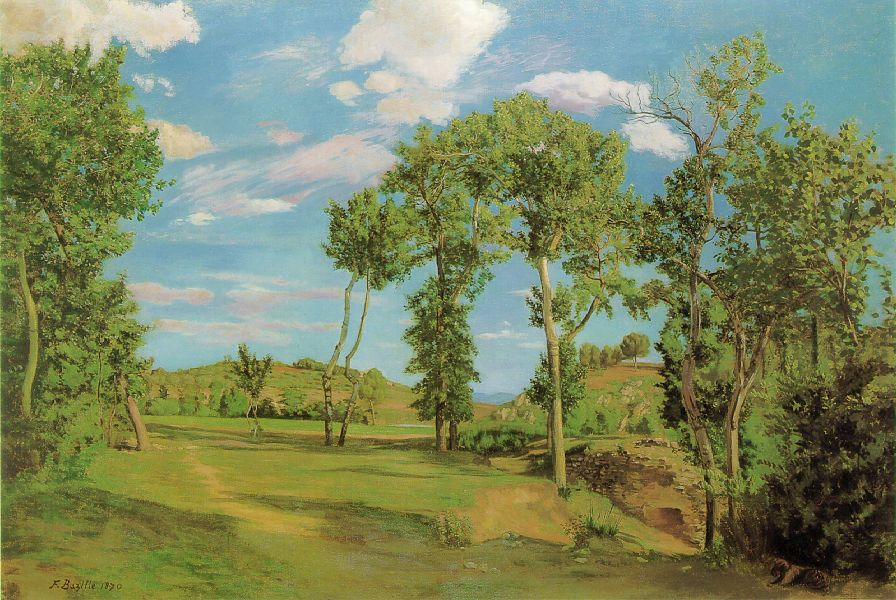
Frédéric Bazille, Paysage au bord du Lez, 1870, Institutul de Artă din Minneapolis
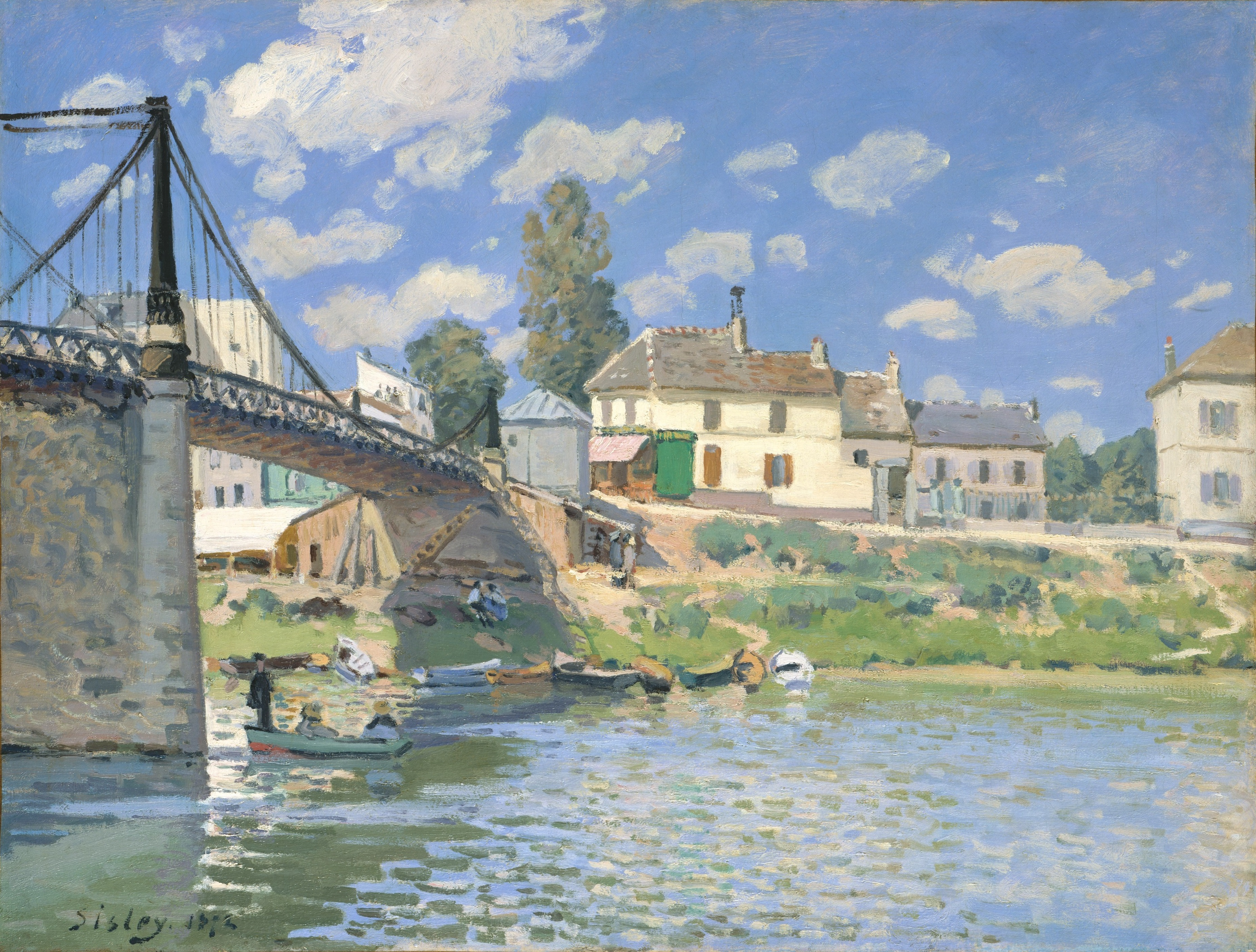
Alfred Sisley, Podul de la Villeneuve-la-Garenne, 1872, Metropolitan Museum of Art
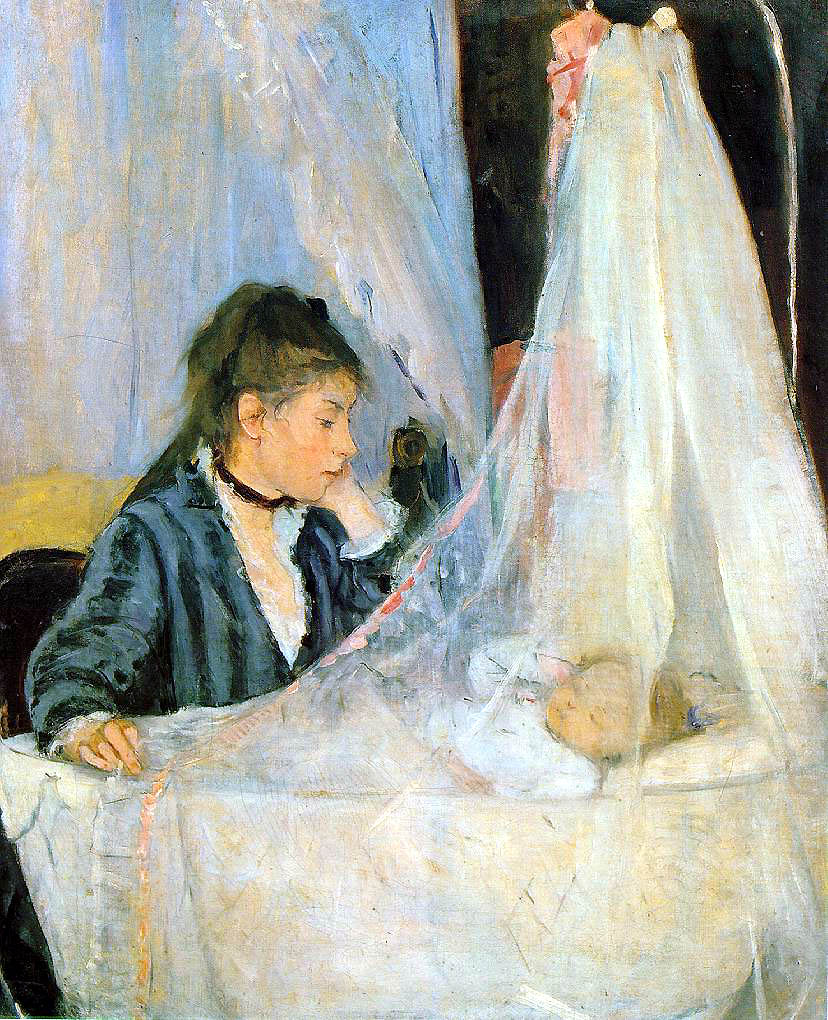
Berthe Morisot, The Cradle, 1872, Musée d'Orsay
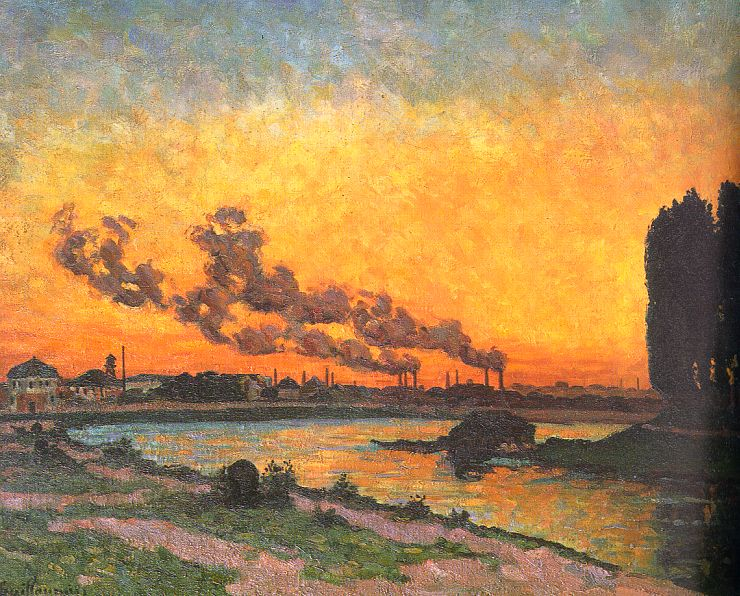
Armand Guillaumin, Apus de soare la Ivry (Soleil couchant à Ivry), 1873, Musée d'Orsay
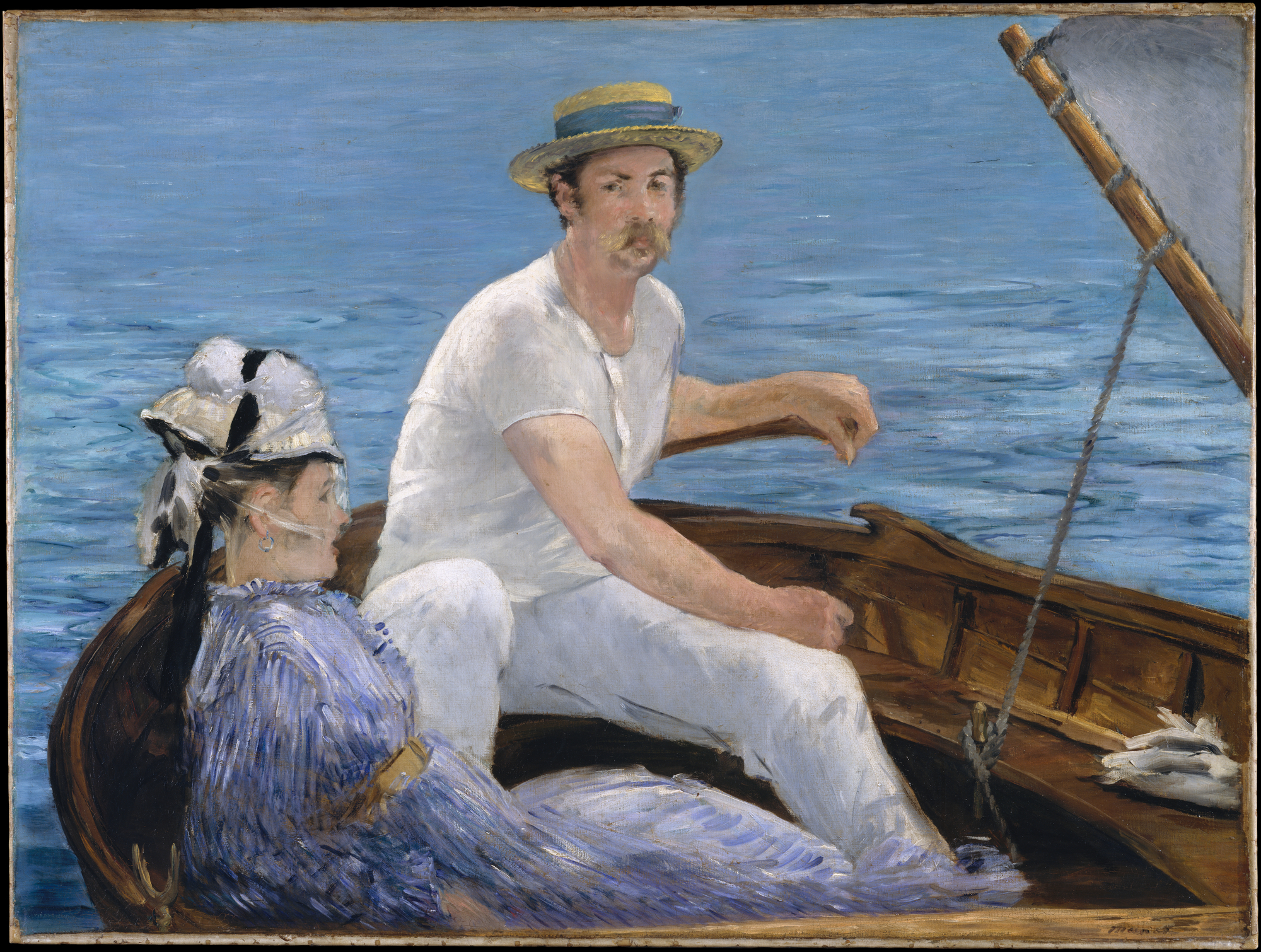
Édouard Manet, Boating, 1874, Muzeul Metropolitan de Artă
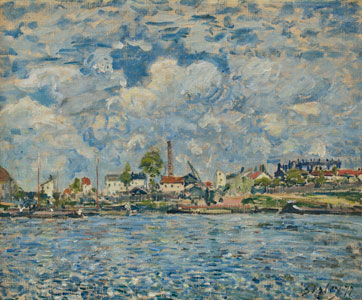
Alfred Sisley, La Seine au Point du jour, 1877, Muzeul de artă modernă André Malraux - MuMa, Le Havre
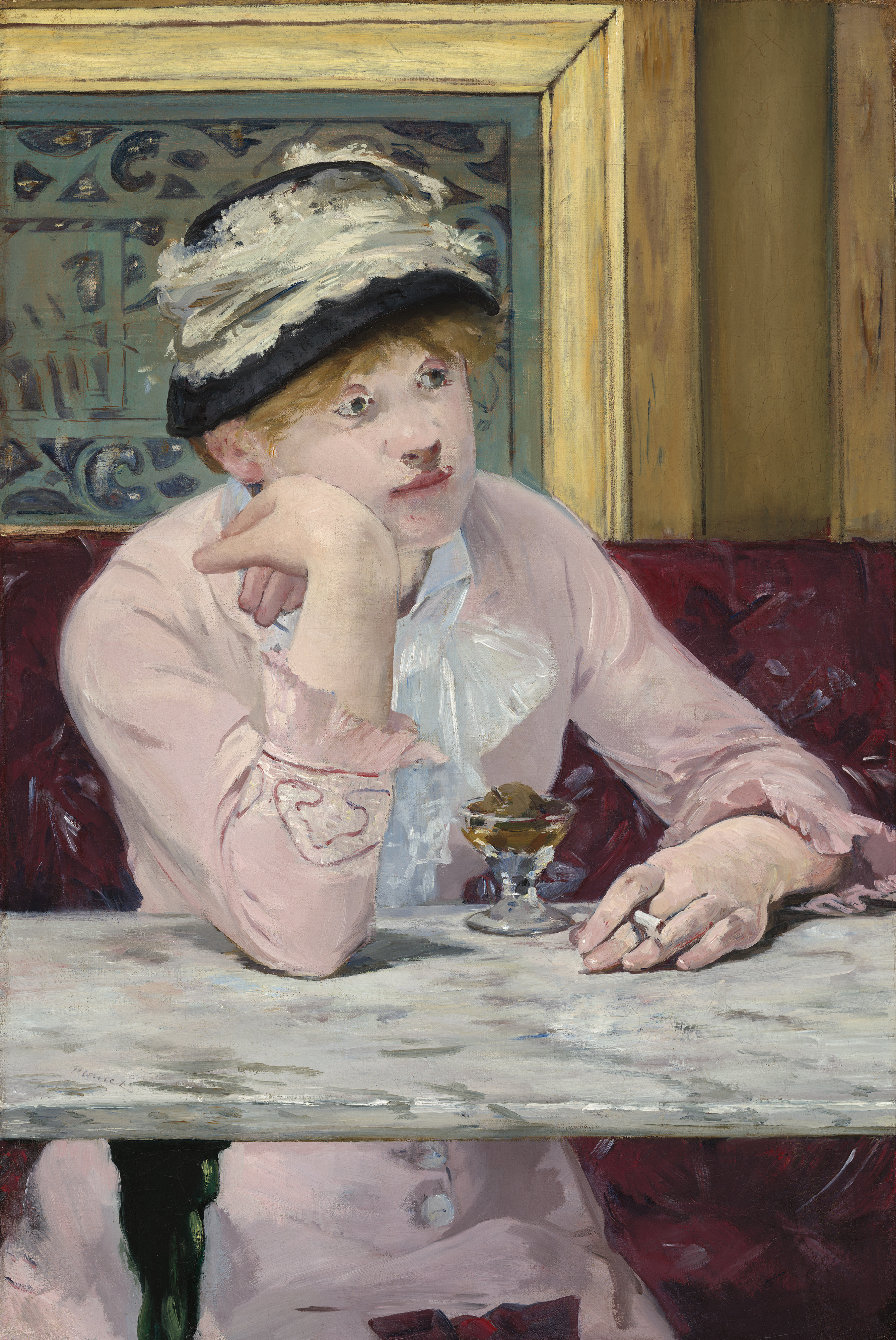
Édouard Manet, Pruna, 1878, National Gallery of Art, Washington, D.C., Washington, D.C.
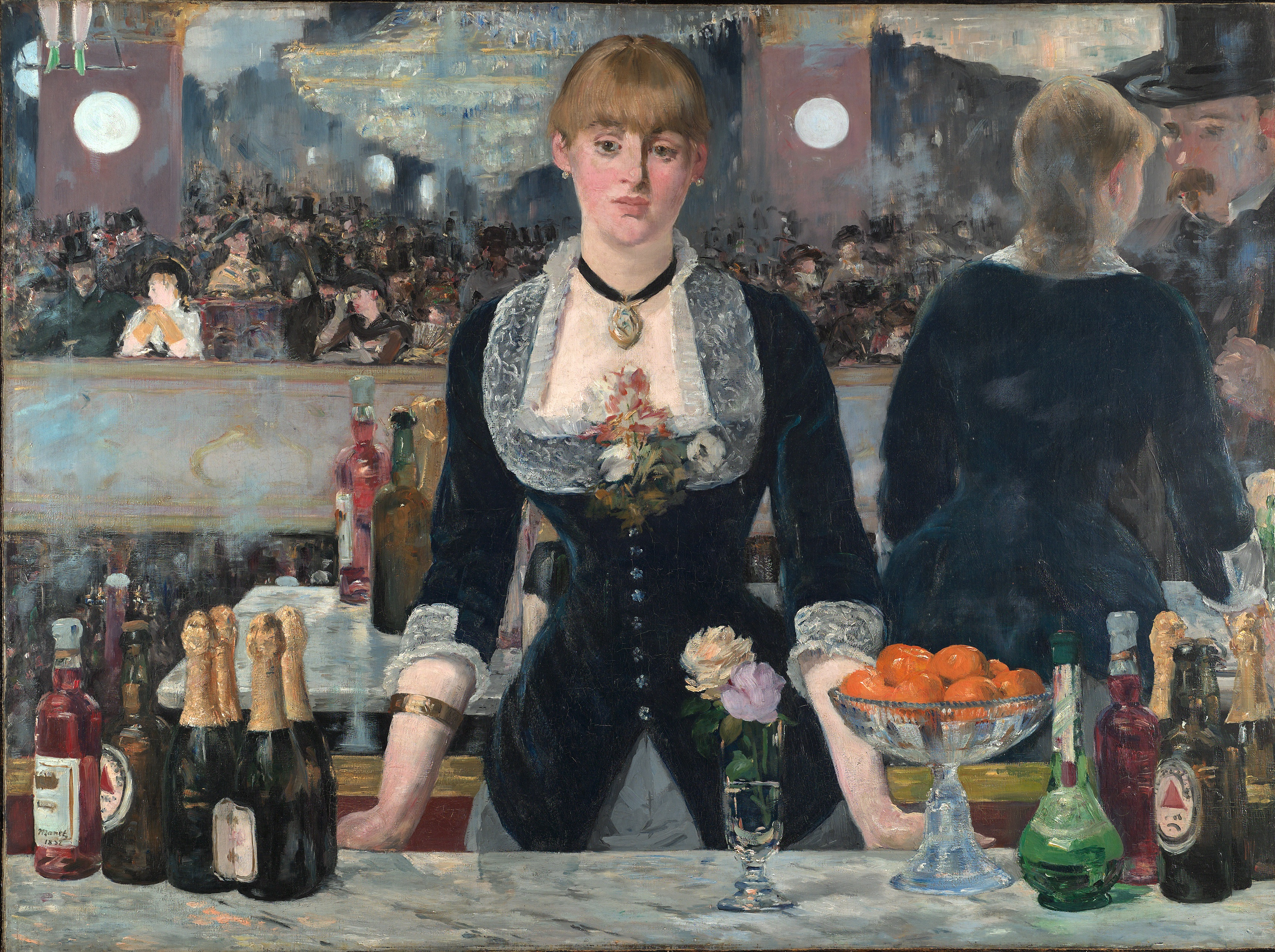
Edgar Degas, După baie, femeia care se usucă, c. 1884–1886 (redeschis între 1890 și 1900), MuMa, Le Havre
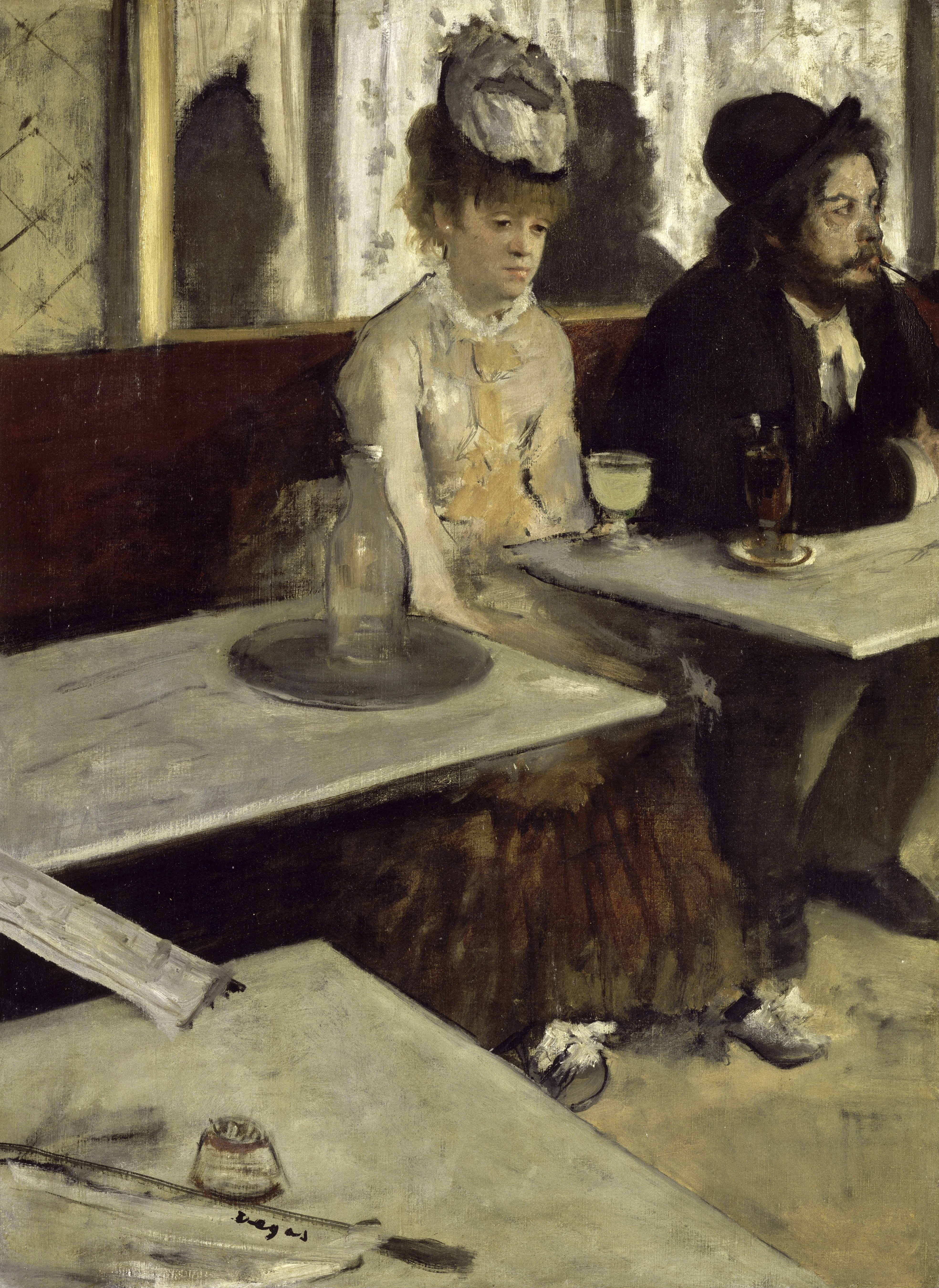
Edgar Degas, L'Absinthe, 1876, Musée d'Orsay, Paris
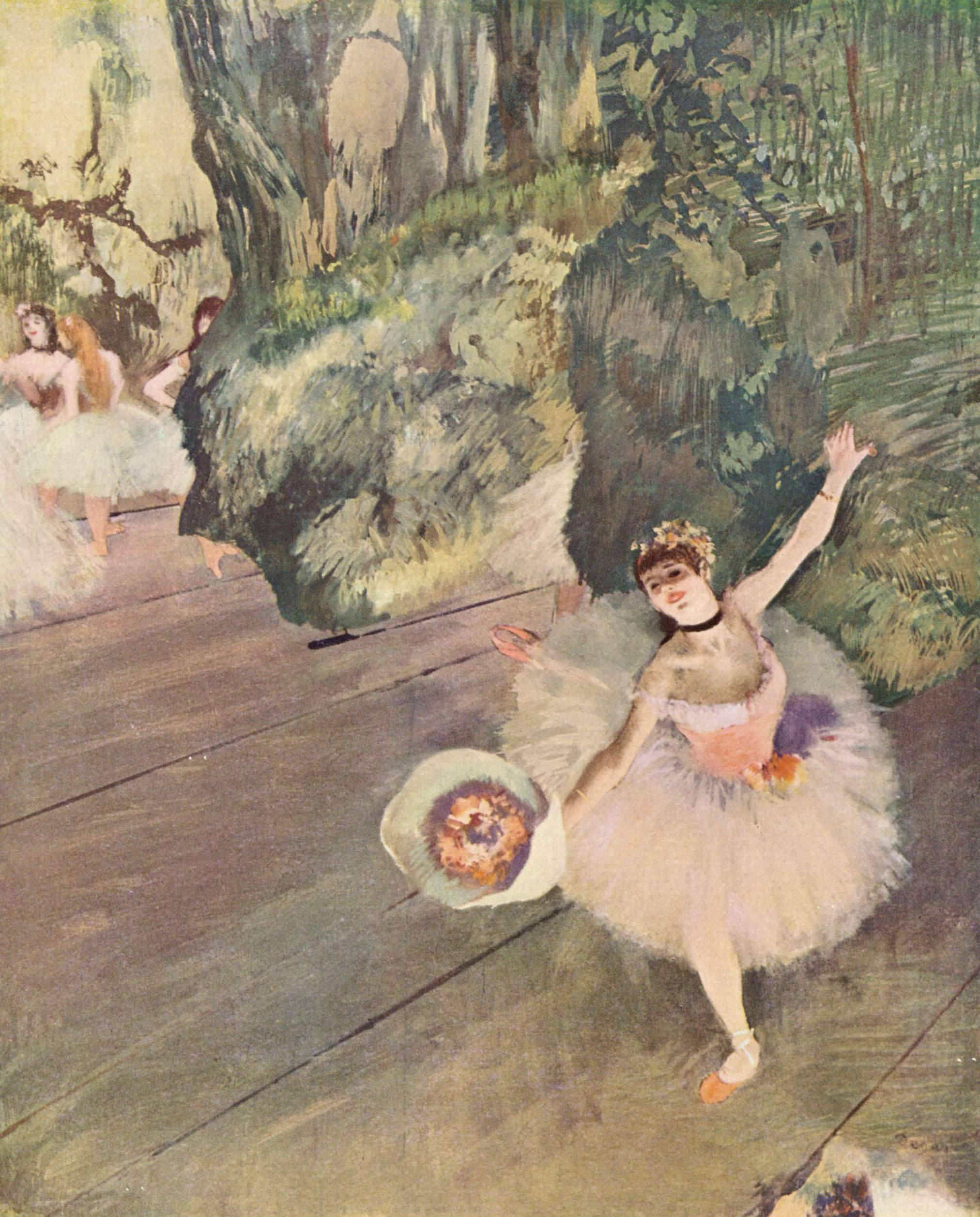
Edgar Degas, Dansatoarea cu un buchet de flori (Steaua baletului), 1878
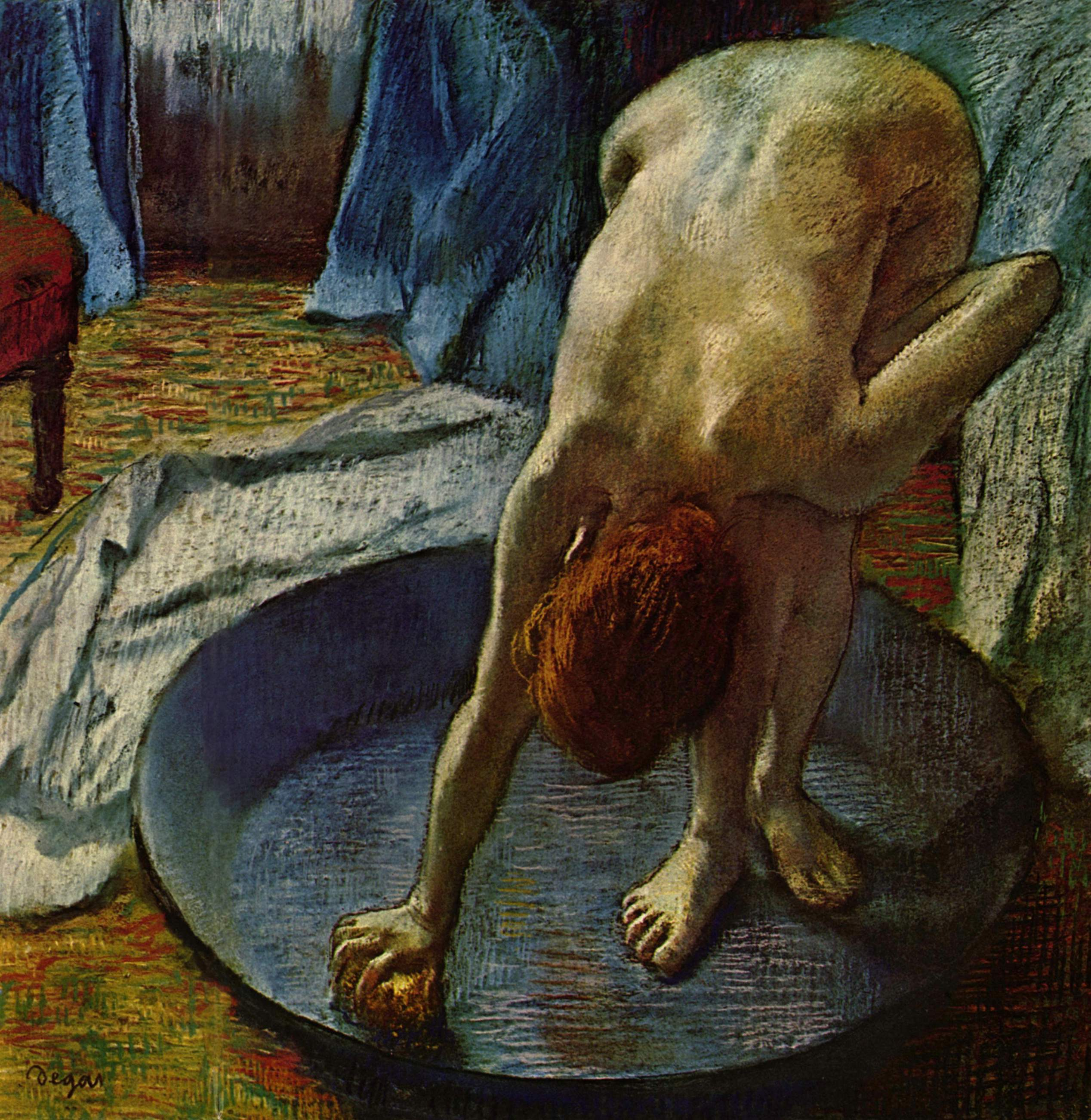
Edgar Degas, Femeia în baie, 1886, Hill–Stead Museum, Farmington, Connecticut
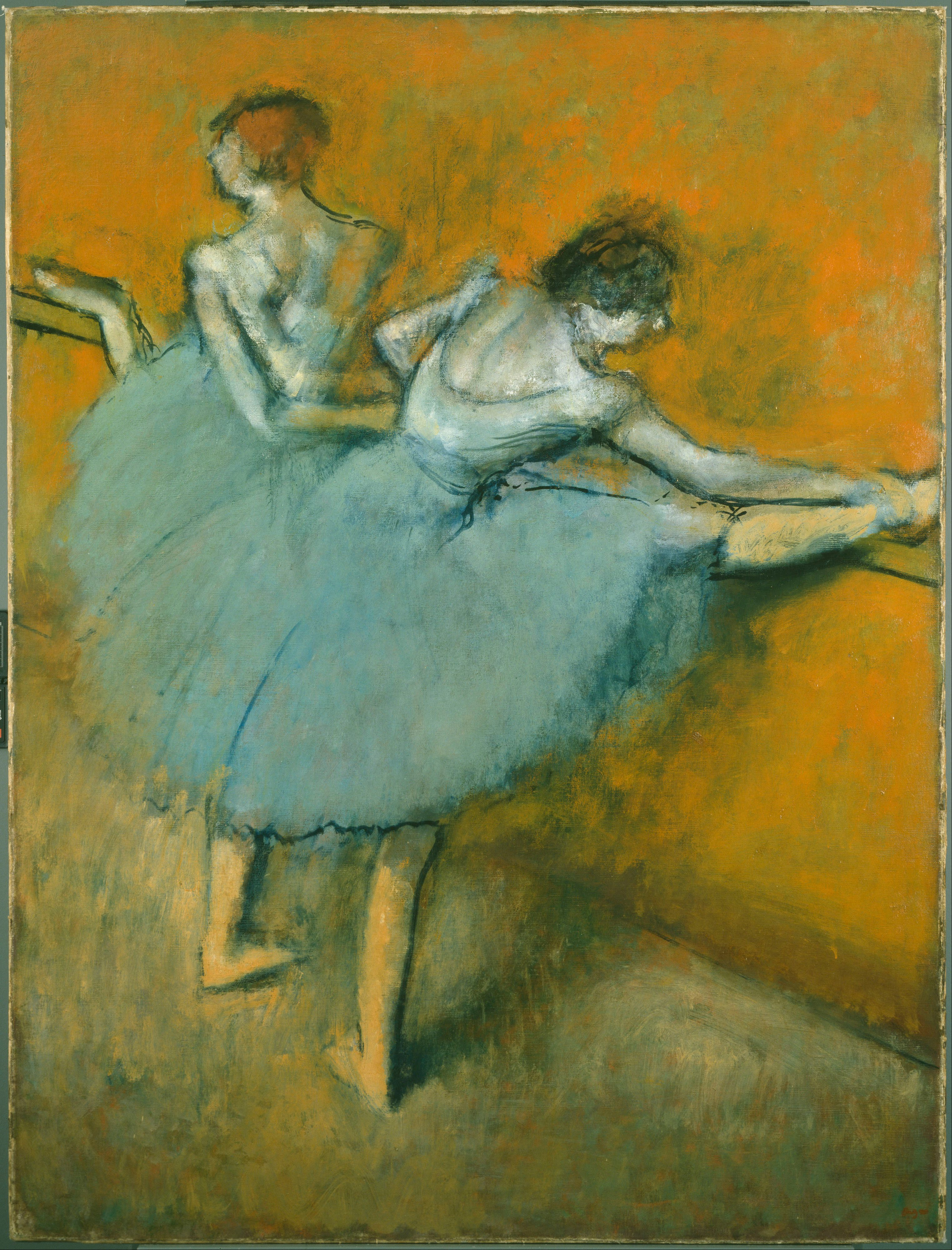
Edgar Degas, Dansatori la bară, 1888, muzeul The Phillips Collection, Washington, D.C.
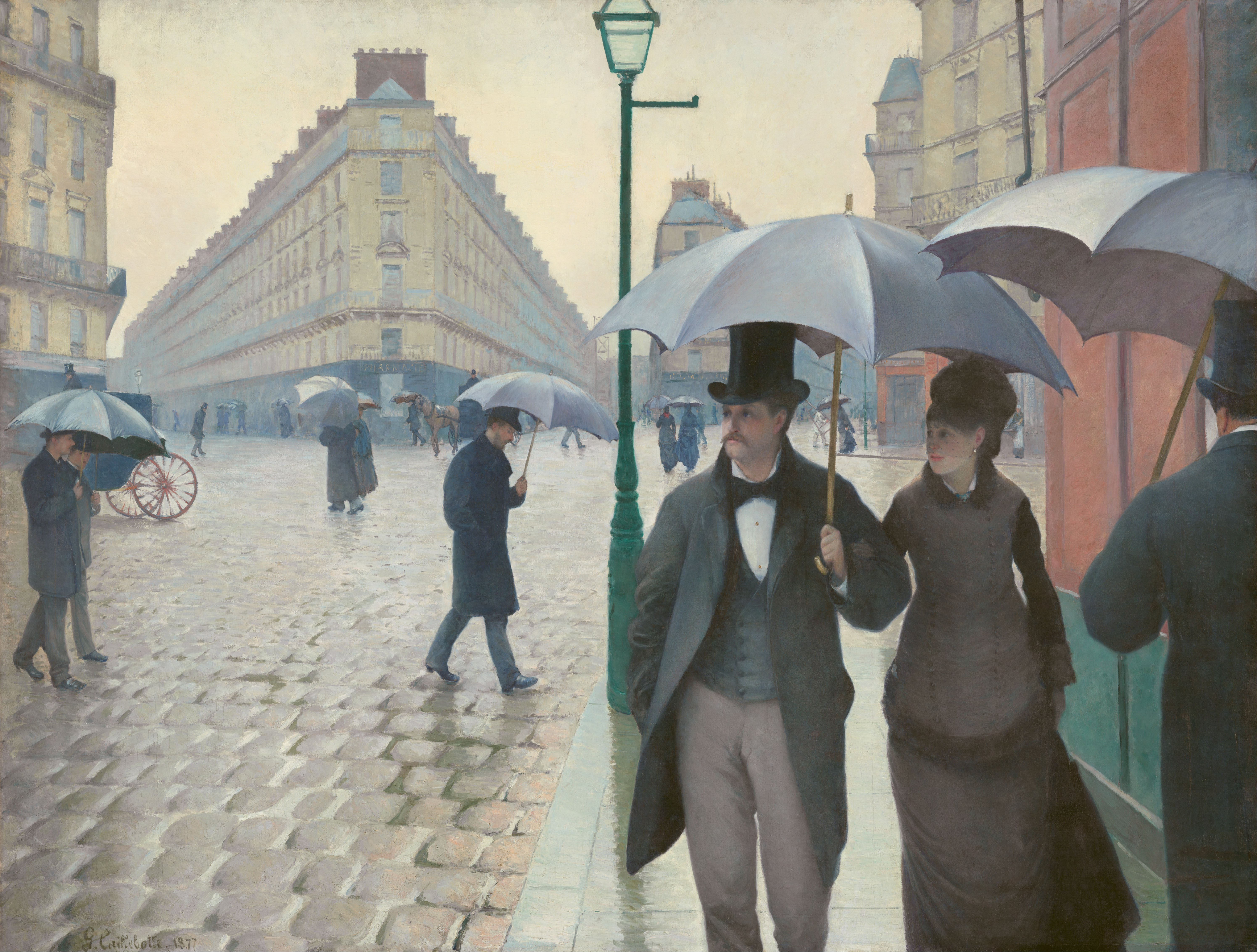
Gustave Caillebotte, Stradă în Paris; Zi ploioasă, 1877, Art Institute of Chicago
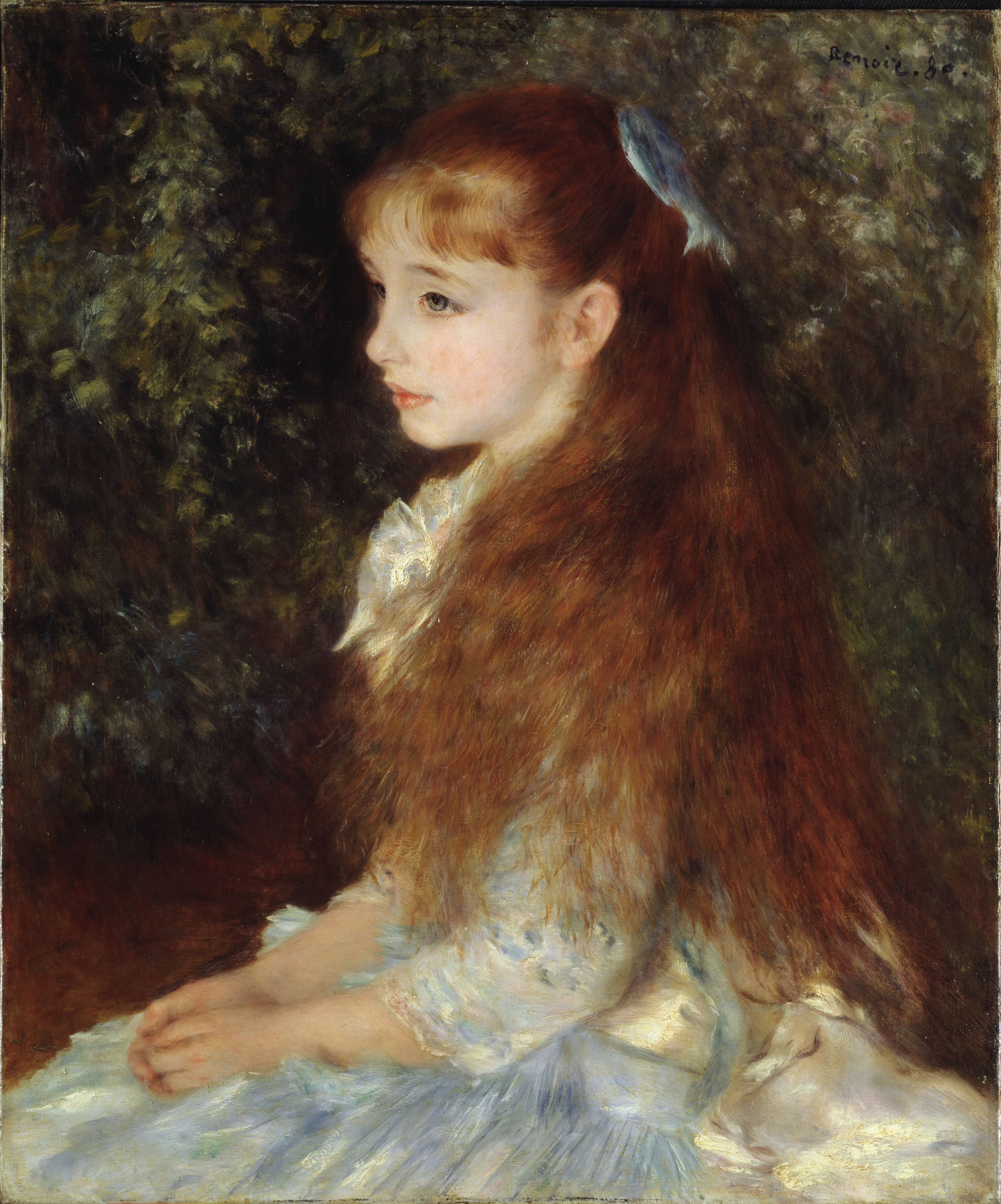
Pierre-Auguste Renoir, Portretul Mademoiselle Irène Cahen d'Anvers (La Petite Irène), 1880, Fundația E.G. Bührle, Zürich
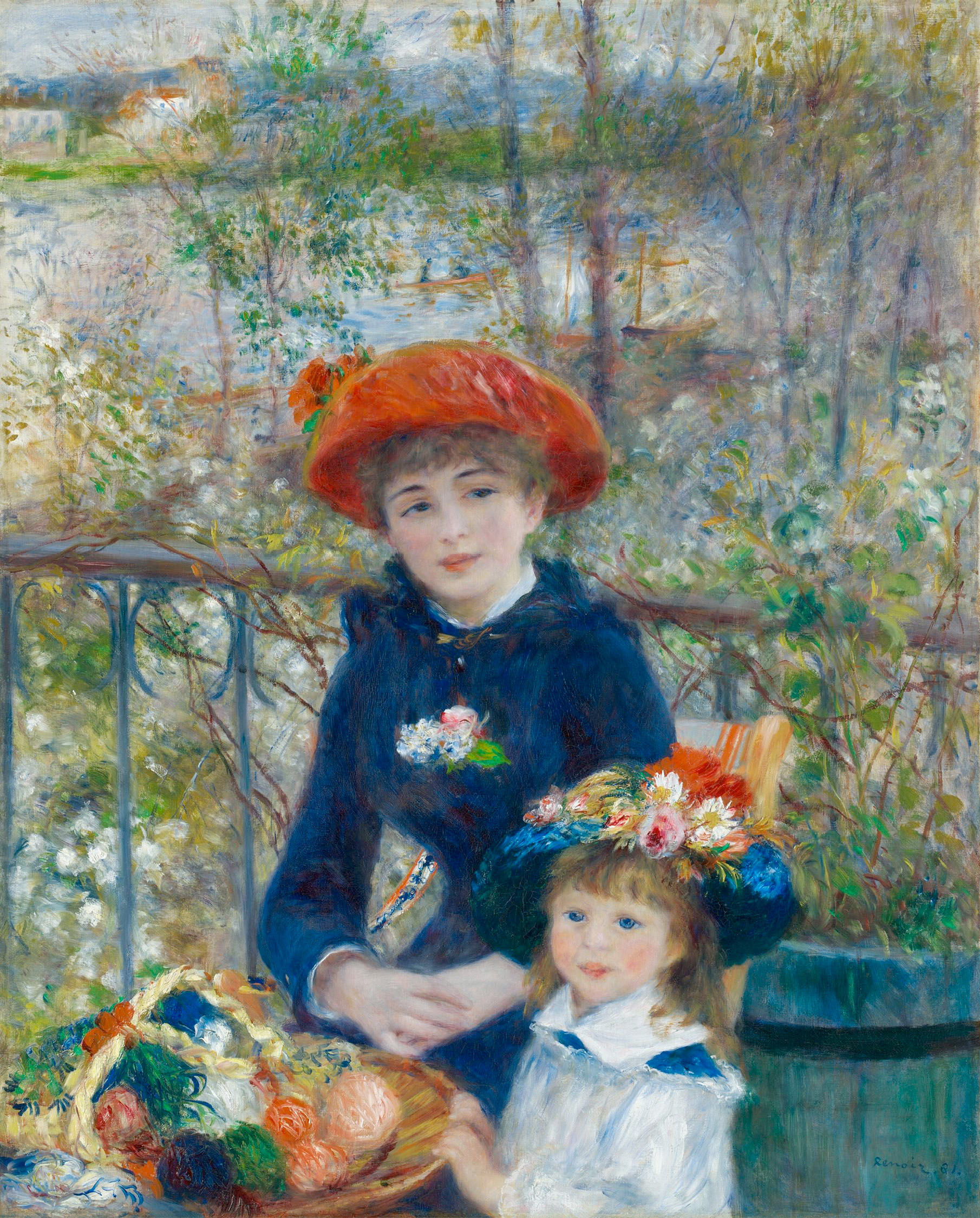
Pierre-Auguste Renoir, Pe Terasă, 1881, Art Institute of Chicago
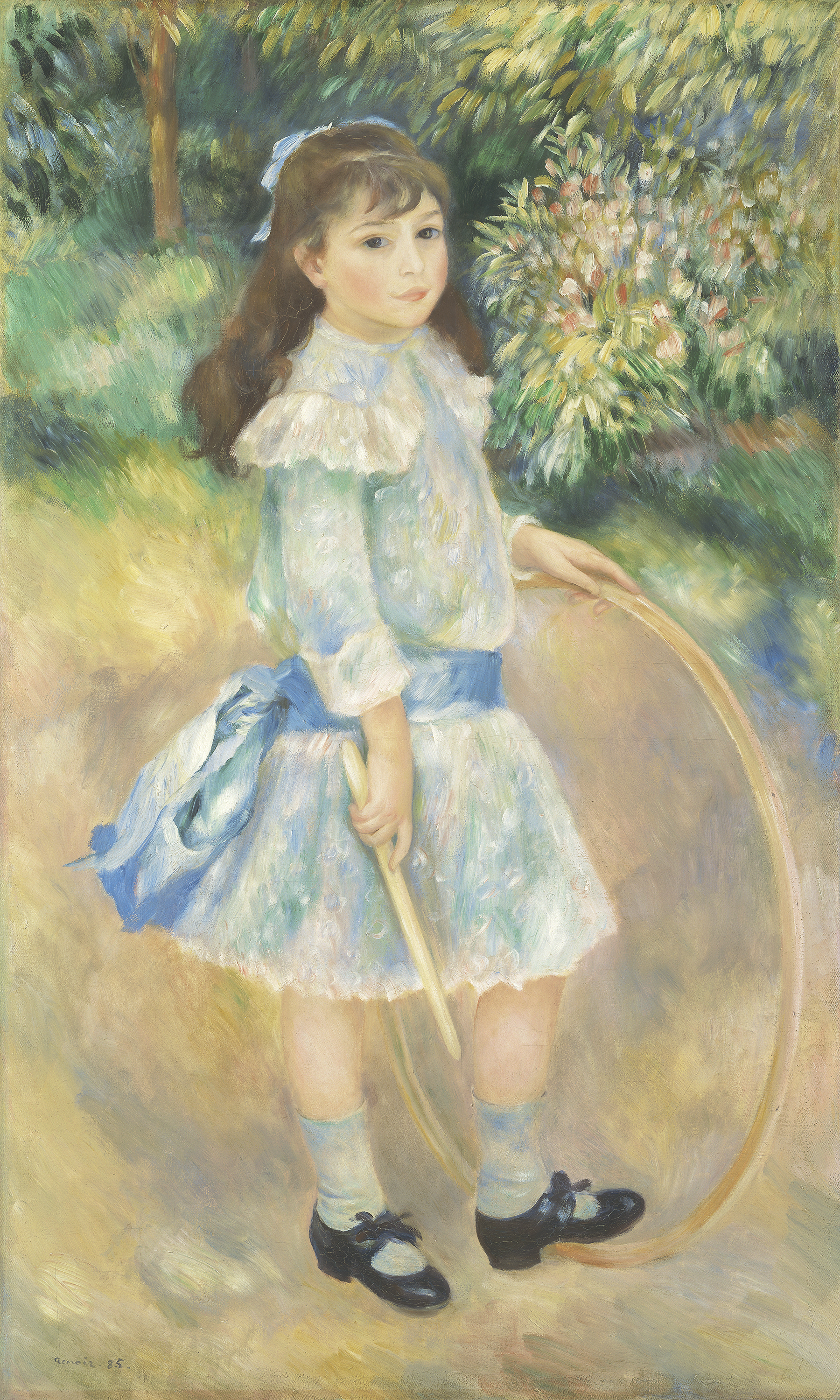
Pierre-Auguste Renoir, Fata cu un cerc, 1885
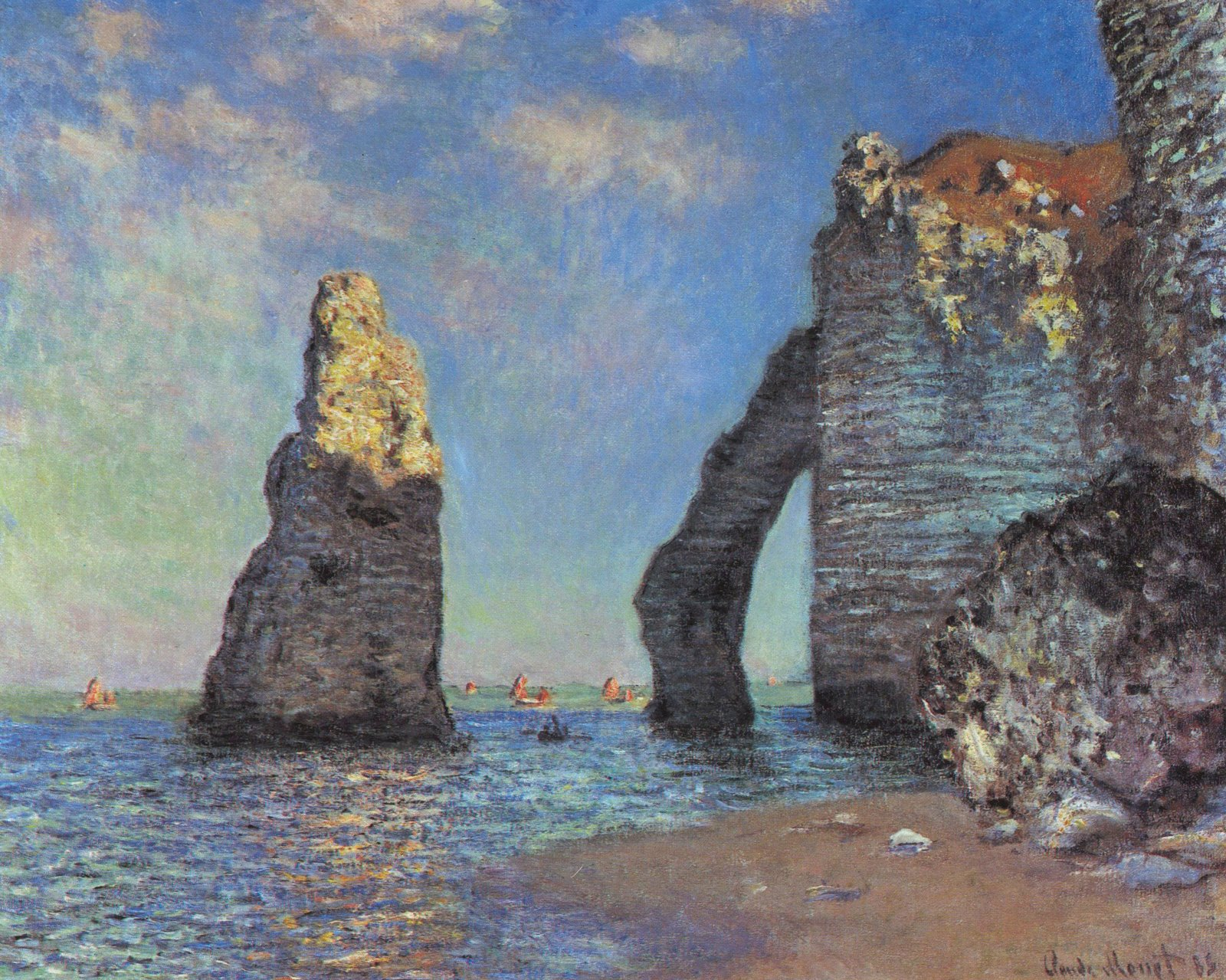
Claude Monet, Cliff la Étretat după furtună, 1885, Institutul de Artă Clark, Williamstown, Massachusetts
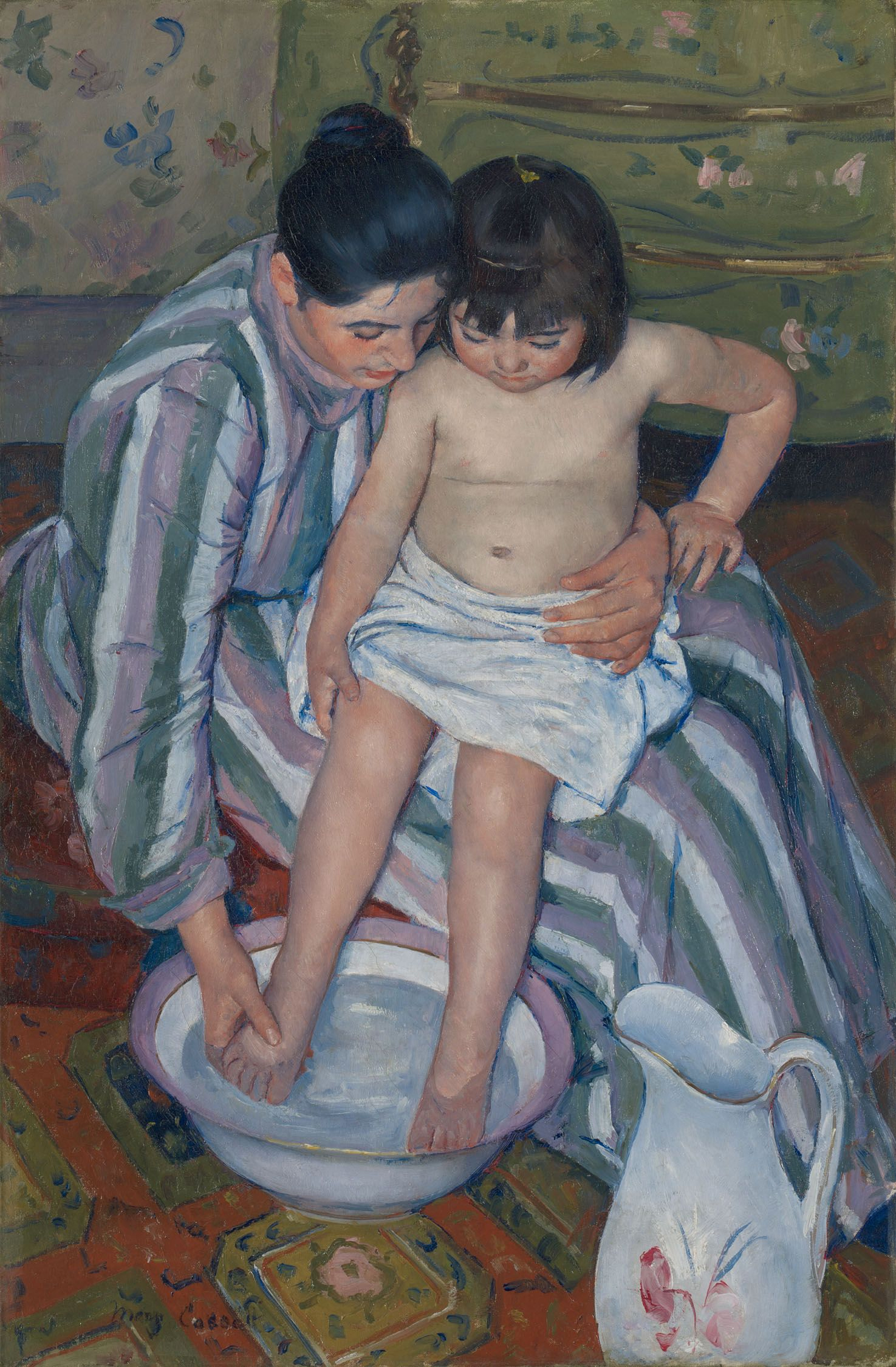
Mary Cassatt, Baia Copilului (Baia), 1893, ulei pe pânză, Art Institute of Chicago
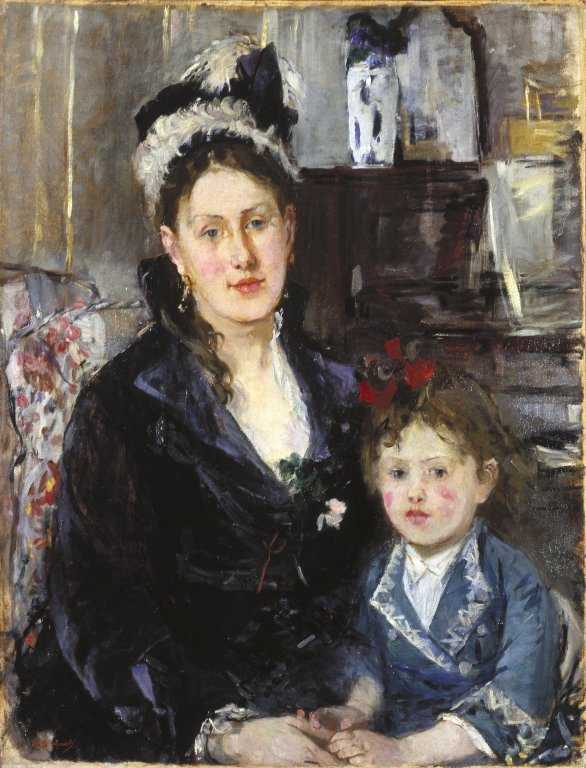
Berthe Morisot, Portretul doamnei Boursier și fiica ei, c. 1873, Muzeul din Brooklyn
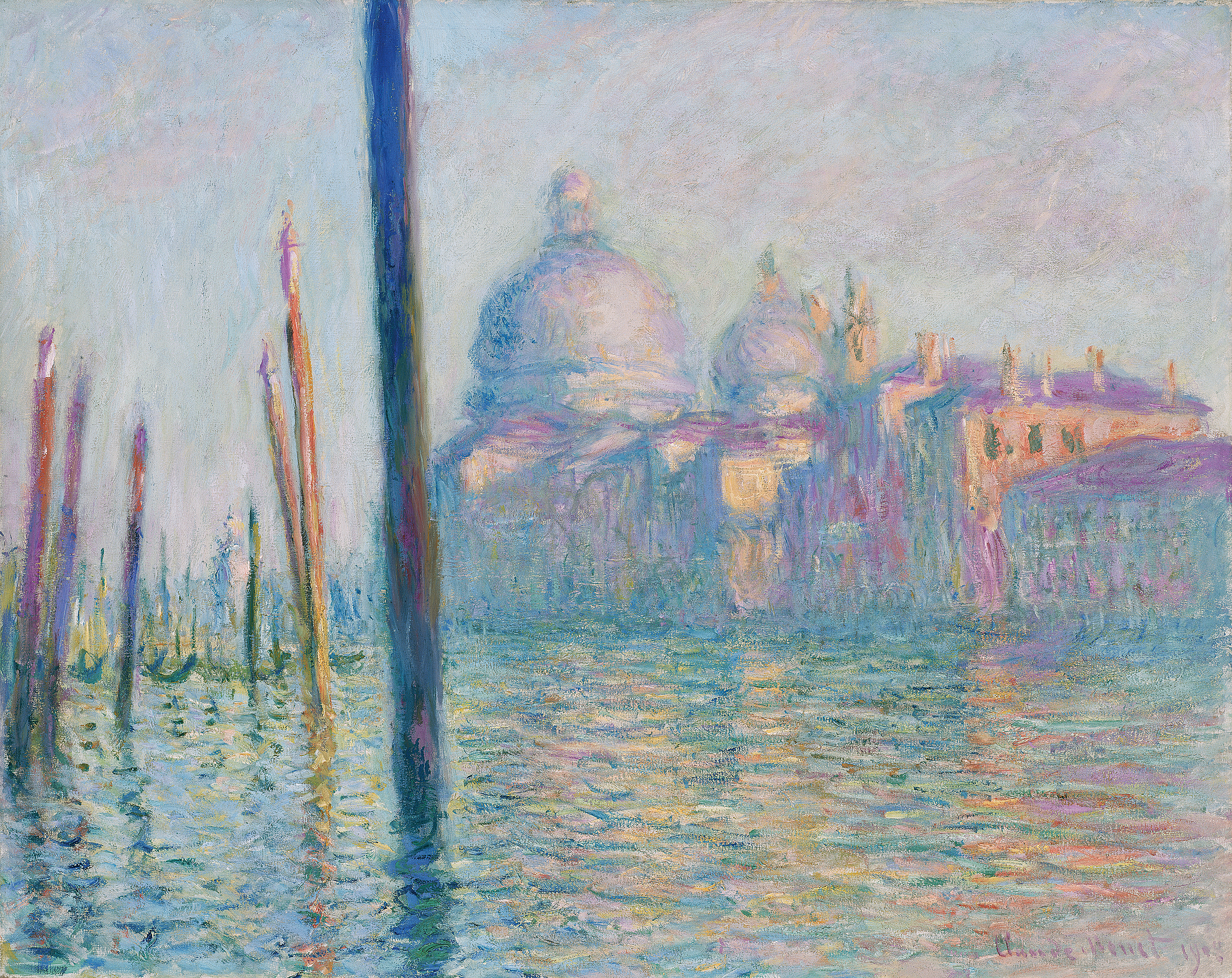
Marele Canal - Claude Monet

## A se vedea și
- Postimpresionism
- Modernism
- Divizionism
- Pointilism